# Rosendal (Norwegia)

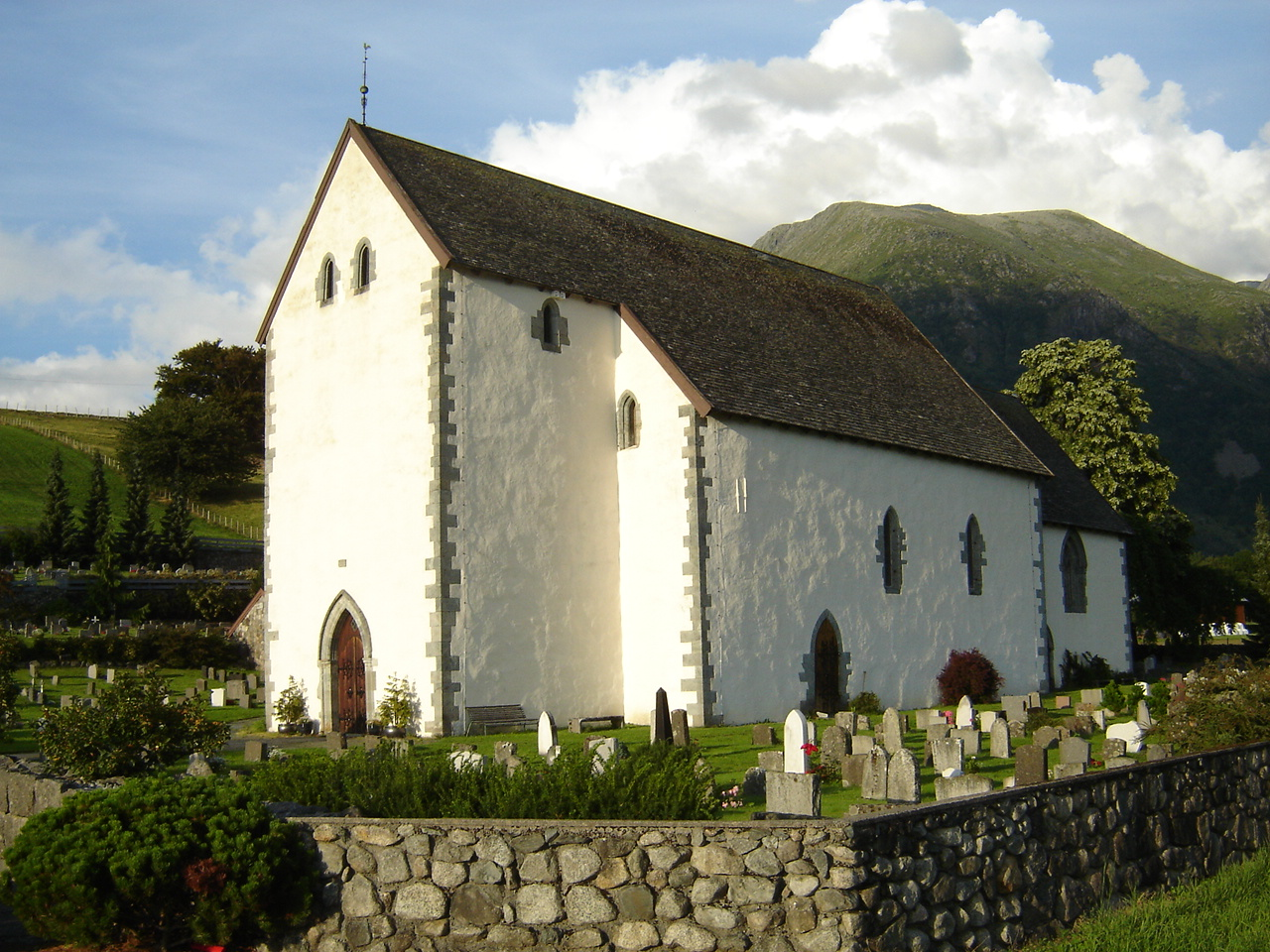
Kamienny Kościół Kvinnherad z 1250 roku

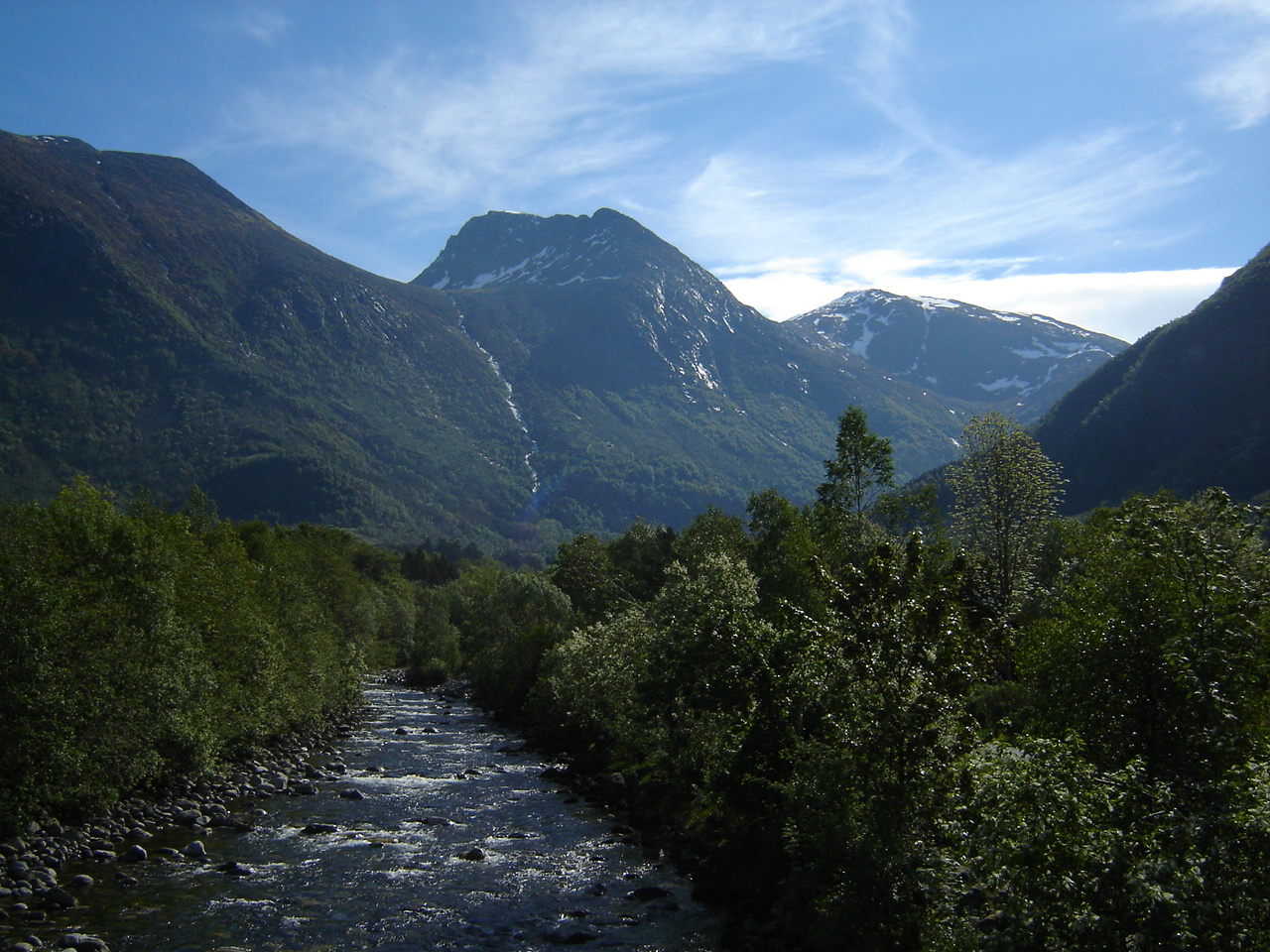
Rzeka Hattebergselva, Rosendal

Rosendal to miasto w południowej Norwegii zamieszkałe przez 780 osób (2016); jest siedzibą Gminy Kvinnherad oraz dużym centrum turystycznym.
Rosendal leży nad fiordem Hardanger, między górami Melderskin (1426 m) und Malmangernuten (890 m).
W Rosendal znajduje się największa atrakcja turystyczna gminy - Baroniet Rosendal - dworek szlachecki pochodzący z czasów unii Norwegii i Danii. W mieście znajduje się również kamienny kościół z XIII w.